# Julius Perathoner
Julius Perathoner (Teodone di Brunico, 28 febbraio 1849 – Bolzano, 17 aprile 1926) è stato un politico austriaco, divenuto cittadino italiano dopo il trattato di Saint-Germain.

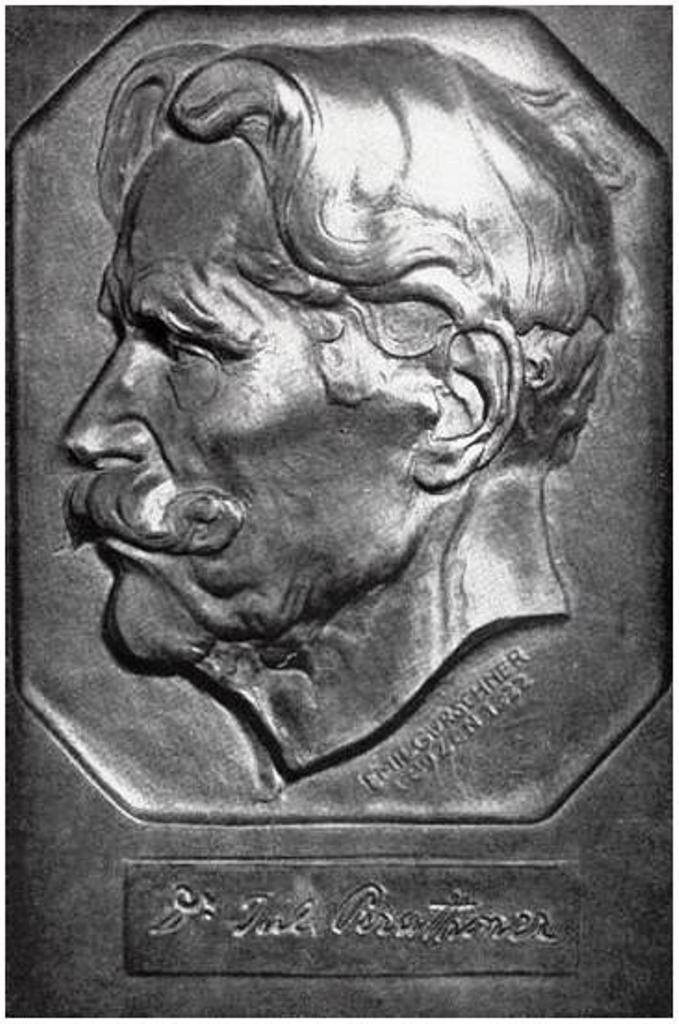
Bronzetto in memoria di Julius Perathoner all'ingresso del municipio di Bolzano – Emil Gurschner (1886-1938)

Fu il più longevo ed importante borgomastro di Bolzano, l'ultimo di lingua tedesca del capoluogo dell'attuale Alto Adige.
Nazionalista germanico, fu uno strenuo oppositore del fascismo. In seguito alla marcia su Bolzano fu deposto il 3 ottobre 1922 dal governo della città e la sua carriera politica terminò.
Oltre a quello di borgomastro ricoprì anche l'incarico di deputato al Parlamento imperiale di Vienna dal 1901 al 1911 e alla Dieta di Innsbruck dal 1902 al 1907.

## Liberale, nazionalista e modernizzatore
Fu tra i principali esponenti tirolesi del Deutsche Freiheitliche Partei (DFP), il partito liberalnazionale austriaco. Il movimento s'impegnava per una modernizzazione del paese con una netta divisione fra Stato e Chiesa ed era apertamente anticlericale, a differenza dell'avversario partito conservatore (la Tiroler Volkspartei, TVP) che era tuttavia molto forte nelle campagne. Il partito era espressione della borghesia cittadina (tantopiù che anche il coevo sindaco di Merano, Max Markart, proveniva dalle file dello stesso partito).
Perathoner fu uno dei maggiori interpreti del sentimento pangermanista tirolese e aderì al Volksbund, organizzazione fondata nel 1905 che contava tra i suoi esponenti anche l'estremista Wilhelm Rohmeder. Quest'ultimo sostenne che i trentini non erano di "razza" italiana, bensì tedesca, e ne propose la germanizzazione, estesa a personaggi storici, come Dante tradotto in Durant Aliger. Perathoner fu altresì un sostenitore della germanizzazione dei ladini, proponendo di distaccare la Val di Fassa e l'Ampezzano dai distretti del Tirolo italiano, ossia il Trentino, e di unirli invece al distretto germanofono di Bolzano. Egli vedeva la necessità di costituire un'unità tedesco-ladina all'interno del Tirolo, anche perché la Val Gardena e la Val Badia erano già integrate nel distretto di Bolzano ed erano in avanzata fase di germanizzazione. Tuttavia questa idea non ebbe seguito.
In occasione dell'entrata in guerra dell'Italia tentò comunque di tutelare l'esigua popolazione di lingua italiana di Bolzano, facendo pubblicare un manifesto il 24 maggio 1915:
"Ai miei concittadini! La nostra Patria si trova da ieri in stato di guerra con il nostro vicino meridionale, con il quale da 40 anni viviamo in indisturbata pace e da oltre 30 anni in strette e tranquille relazioni di amicizia e di cooperazione. La nostra piccola Patria sarà l'obiettivo della sua sanguinosa aggressione. Condivido con tutti i miei concittadini i sentimenti di questa violazione della pace. Ciò che non potrei mai condividere e dovrei biasimare senza riserve sarebbe però il riversare questi sentimenti contro i pochi abitanti di lingua e di origine italiana, che sono come noi cittadini di questo Stato o, più semplicemente, vi risiedono per esercitare pacificamente la loro professione. Ad ogni pratica espressione di tale sentimento sotto forma di offese corrisponderebbe la più severa sanzione, a prescindere dal fatto che un atteggiamento di questo tipo disonorerebbe la popolazione tedesca di Bolzano."

## Borgomastro di Bolzano (1895-1922)
La storia bolzanina fu fortemente dominata dalla sua personalità. La sua gestione viene ricordata sotto l'etichetta di «era Perathoner», caratterizzata dalla decisa svolta modernizzatrice che seppe imprimere.
Le sue azioni politiche lasciarono il segno nella "più meridionale delle città tedesche", come egli definiva Bolzano, di cui fu borgomastro per ben ventisette anni, dal 1895 al 1922 (sedeva in consiglio comunale già dal 1893). Perathoner ebbe il merito di portare Bolzano al passo coi tempi e rivitalizzarla economicamente, dopo la perdita dei privilegi mercantili ottenuti all'epoca della duchessa asburgica Claudia de' Medici e perduti a causa di Napoleone. Egli diede un enorme impulso al turismo e all'urbanistica e, in misura minore, all'industria.
Nell'era Perathoner vennero costruite importanti opere pubbliche come il nuovo Municipio, il Museo civico e il Teatro di Bolzano (quest'ultimo distrutto dai bombardamenti nella seconda guerra mondiale), e realizzati importanti collegamenti fra Bolzano e il Kurort (luogo di cura) di Gries grazie alla costruzione di nuovi ponti e del tram, e fra Bolzano e i monti circostanti con la costruzione della cremagliera del Renon (Rittnerbahn), della funivia del Colle (Kohlererbahn) nel 1908 (la prima al mondo per il trasporto di persone) e la funicolare del Virgolo (Virglbahn).
Perathoner voleva anche affermare il carattere tedesco della città, istituendo una raccolta di fondi aperta a tutte le città tedesche per la costruzione della statua dedicata a Walther von der Vogelweide, il più grande Minnesänger medievale, che si ritiene possa essere nato nelle vicinanze di Bolzano (esistono tuttavia varie tesi contrastanti). I conservatori al posto del Walther avrebbero preferito erigere una colonna dedicata alla Madonna, santa protettrice del Duomo (che all'epoca era la "Pfarrkirche", la Parrocchiale). Fra le statue-simbolo dell'era Perathoner vi è anche quella del re visigoto Teodorico da Verona (Dietrich von Bern, figura basata appunto sul personaggio storico di Teodorico il Grande) che sconfigge il leggendario re Laurino. Il governo fascista interpretò il manufatto come il barbaro che sconfigge il latino e per questo motivo venne allontanato. Oggi è presente al centro della piazza dove sono situati i palazzi della Giunta e del Consiglio della Provincia Autonoma di Bolzano. Perathoner sostenne anche l'incorporazione del comune di Dodiciville alla città di Bolzano che avvenne nel 1910 e che portò un ulteriore sviluppo della città verso sud e con la creazione di una strada che collegasse i due centri comunali.
Nel 1917 Perathoner ordinò anche la costruzione di un monumento in onore dei Kaiserjäger (reggimento di fanteria austro-ungarico) caduti nella Grande guerra. Il monumento incompiuto avrebbe trovato posto nello stesso luogo dove oggi è situato il monumento alla Vittoria.
Nel 1919, dopo l'annessione all'Italia, fu tra i promotori del Deutscher Verband, associazione-partito che riuniva i due partiti maggiori (DFP e TVP) nelle rivendicazioni verso Roma, pur mantenendoli formalmente separati (e avversari in occasione di elezioni locali).

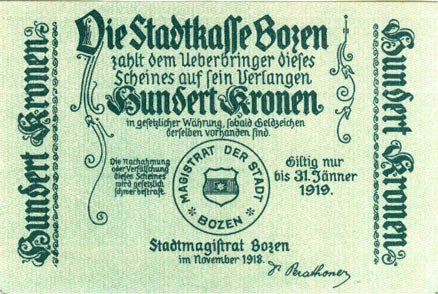
Bozner Notgeld: Banconota da 100 corone austro-ungariche, emesse dal comune di Bolzano su iniziativa del sindaco Julius Perathoner.

Più volte Perathoner si rifiutò di esporre il tricolore italiano sugli edifici pubblici e per contrastare l'entrata in circolazione della lira italiana fece stampare banconote con il valore espresso in Corone, in modo da richiamare la Corona austro-ungarica. La messa in circolazione di queste banconote (il cd. Notgeld), stampate fin dalla fine ottobre del 1918 anche per rimediare alla mancanza di moneta dopo il trasloco della banca nazionale austro-ungarica in Austria, fu interdetta dal Comando militare italiano insediatosi ai primi di novembre 1918 a Bolzano. Per questo motivo, pur già stampate, non furono mai emesse.
Perathoner rimase al proprio posto di sindaco eletto fino al 1922, allorquando i fascisti, durante quella che fu chiamata la marcia su Bolzano, occuparono il municipio e con l'aiuto del governo Facta lo rimossero il 3 ottobre 1922 dalla carica, che venne ceduta ad Augusto Guerriero il quale divenne commissario municipale. Come per altri altoatesini anche il nome di Julius Perathoner venne italianizzato d'ufficio, secondo le disposizioni del programma di Tolomei, diventando Giulio Pierantoni. Julius Perathoner morì all'età di 77 anni.

## Toponomastica
A Bolzano una via del centro presso la stazione degli autobus è stata dedicata a Julius Perathoner. Prima dell'arrivo del fascismo e quando Perathoner era ancora in vita (usanza comune nei paesi di lingua tedesca) un'altra strada era stata dedicata al borgomastro, ossia l'attuale via Piave, quella via voluta da Perathoner che ha unito idealmente la "vecchia Bolzano" con la "nuova". Nel 2012, la Giunta comunale di Bolzano ha intitolato nuovamente, con una cerimonia pubblica, il passaggio della casa Amonn, il primo tratto della via Piave, al ricordo di Julius Perathoner.
A Monaco di Baviera il Perathoner-Stein, un monumento che ricorda la comune storia del Tirolo e della Baviera, reca il suo nome.